# Ecocentrisme
Ecocentrisme is een term uit de milieufilosofie en de ethiek. Het is het wereldbeeld dat niet de mens (antropocentrisme) maar het ecosysteem in het centrum der dingen plaatst.
Volgens het ecocentrisme heeft de natuur intrinsieke waarde, een waarde op zich. De mens is deel van het hele ecosysteem en is dus zeker niet alleen normbepalend. De belangen van het ecosysteem gaan altijd boven die van mensen uit. In deze visie bestaat in feite geen fundamenteel verschil tussen de mens zelf en zijn omgeving. Het ecocentrisme is daarom ook een moreel objectivisme dat zich onderscheidt van moreel subjectivisme dat stelt dat buiten de mens als waarde-toekennend subject niets intrinsieke waarde heeft. Een bloem denkt zichzelf niet mooi, en is pas mooi als een waarderend subject (de mens) de kwalificatie mooi toekent aan een bloem. De objectivist (ecocentrisme) repliceert daarop dat de bloem bepaalde intrinsieke eigenschappen heeft die het oordeel van het subject bepaalt. 
Milieufilosofen zoals Jaap Kruithof achten het ecocentrisme een milieuvriendelijke grondhouding, omdat de mens natuur en milieu vanuit deze grondhouding niet snel zal misbruiken. Aangezien de mens onderdeel vormt van het ecosysteem, komt het centraal stellen daarvan bij definitie neer op een mensvriendelijke houding. 